# Tamara (film, 2016)
Pour les articles homonymes, voir Tamara.
Série
Tamara Vol. 2
(2018)
Pour plus de détails, voir Fiche technique et Distribution.
Tamara la revanche d’une ronde  est une comédie française réalisée par Alexandre Castagnetti, sortie en 2016.
Il s'agit de l'adaptation de la série de bandes dessinées Tamara de Benoît Drousie (dit Zidrou) (scénario) et de Christian Darasse (dessins).

## Synopsis
Tamara est une jeune fille complexée par ses rondeurs. Elle tombe amoureuse du garçon qui fait craquer toutes les filles du lycée. Une aventure naît entre eux, sous des regards moqueurs et malveillants. Le quotidien de ces adolescents, rythmé par leurs amours, familles, amis, disputes.

## Fiche technique
Sauf indication contraire, les informations mentionnées dans cette section peuvent être confirmées par les bases de données cinématographiques IMDb et Allociné,  présentes dans la section « Liens externes ».
- Titre : Tamara
- Réalisation : Alexandre Castagnetti
- Scénario : Alexandre Castagnetti, d'après la série de bandes dessinées Tamara de Benoît Drousie (dit Zidrou) (scénario) et de Christian Darasse (dessins)
- Musique :  Alexandre Castagnetti et Clément Marchand
- Montage : Thibaut Damade
- Photographie : Yannick Ressigeac
- Décors : Patrick Dechesne et Alain-Pascal Housiaux
- Costumes : Natasha Francotte et Agnès Dubois
- Production : Gaëlle Cholet et Guillaume Renouil, Sylvain Goldberg et Serge de Poucques
- Sociétés de production : Gazelle & Cie
  - Coproduction : TF1 Films Production et Nexus Factory
  - Production déléguée : Elephant Story
- Société de distribution : UGC Distribution
- Pays de production :  France
- Durée : 103 minutes
- Genre : comédie
- Dates de sortie :
  - France : 25 août 2016 (Festival du film francophone d'Angoulême) ; 26 octobre 2016 (sortie nationale)
- Date de sortie DVD et BluRay : 28 février 2017

## Distribution
Sauf indication contraire, les informations mentionnées dans cette section peuvent être confirmées par les bases de données cinématographiques IMDb et Allociné,  présentes dans la section « Liens externes ».
- Héloïse Martin : Tamara
- Sylvie Testud : Amandine, la maman de Tamara
- Cyril Gueï : Chico, le compagnon d'Amandine
- Ina Castagnetti : Yoli, la fille de Chico
- Rayane Bensetti : Diego
- Bruno Salomone : Philippe-André Trémolo, le papa de Tamara (et ex-mari d'Amandine)
- Oulaya Amamra : Jelilah, meilleure amie de Tamara
- Blanche Gardin : Valérie, la voisine et meilleure amie d'Amandine
- Christelle Delbrouck : Rosa, la femme de ménage
- Jimmy Labeeu : Wagner
- Lou Gala : Anaïs
- Laure Nicodème : Joy
- Mélissa Bryon : Fatou
- Clara Choï : Luan
- Zack Groyne : Zak
- Lamine Cissokho : Babacar
- Martin Jurdant : Steve
- Yasser Jaafari : José
- François Rollin : le professeur de français
- Sandra Zidani : la prof de SVT
- Marie-Ève Perron : la prof de sport
- Anne-Pascale Clairembourg : copine Amandine
- Dominique Rongvaux : Marc

## Bande originale
Sauf indication contraire ou complémentaire, les informations mentionnées dans cette section proviennent du générique de fin de l'œuvre audiovisuelle présentée ici.
- La Suite pour violoncelle seul (BWV 1007) de Bach est le célèbre thème revenant régulièrement dans le film. Il est esquissé au violon et au violoncelle respectivement par Ina Castagnetti et Sylvie Testud.
- Scène d'ouverture : Jessie J feat Nicki Minaj et Ariana Grande - Bang bang
- Scène du bisous entre Tamara et Diego : Imagine Dragons — Demons

## Polémique
À la sortie de la première affiche du film, au mois de juillet, des critiques se font entendre de la part des fans de la série, trouvant l'actrice Héloïse Martin trop svelte pour le rôle de Tamara et regrettant le « blanchiment » de certains personnages. Le blog belge culturel Branchés Culture se fend d'une tribune reprise par différents médias.
À la sortie du film, interviewé par le site culturel Toute la culture, le dessinateur Christian Darasse affirme alors : « Ce qui m’a fait plaisir c’est que ceux qui ont lancé la polémique, un site belge sur la BD, se sont rétractés en disant : « On a vu le film, on retire tout ce qu’on a dit. C’est vraiment super. Okay l’affiche bon… Mais on a eu tort. » » Une affirmation erronée puisqu'un droit de réponse lui sera ensuite opposé.

## Suite,Tamara Vol.2
Une suite, Tamara Vol.2 , est tournée à l'automne 2017, et est sortie au cinéma en France en juillet 2018.